# Xu Yonglai
Xu Yonglai (徐永来S, Xú YǒngláiP; 16 agosto 1954) è un ex calciatore cinese, di ruolo attaccante.

## Carriera

### Club
Ha giocato nella prima divisione cinese.

### Nazionale
Ha rappresentato la Nazionale cinese alla Coppa d'Asia nel 1980.